# Mount Blunt
Mount Blunt är ett berg i Antarktis. Det ligger i Västantarktis. Argentina, Chile och Storbritannien gör anspråk på området. Toppen på Mount Blunt är 1 500 meter över havet, eller 436 meter över den omgivande terrängen. Bredden vid basen är 3,8 km.
Terrängen runt Mount Blunt är huvudsakligen kuperad, men norrut är den bergig. Trakten är obefolkad. Det finns inga samhällen i närheten.